# 灵菌红素
灵菌红素（Prodigiosin，正式名称为）是Prodiginin（中文名不详）的一种。它具有Prodiginin的基本结构，也就是三吡咯环，其中的一个吡咯环C2上带有一个甲基，C3上则有一个戊基。灵菌红素是一种红色物质，可由粘质沙雷氏菌（Serratia marcescens）等细菌合成的次级代谢产物。虽然其对于生产者的作用和意义还不是彻底明了，但现在它已被发现具有多种生物活性作用，能抗癌，抗微生物，抗疟疾，抗霉，免疫抑制的作用。其中抗癌方面，因为其具有癌组织的高针对性和对正常细胞则表现的低毒害作用，而成为一种非常有潜力的抗癌物质。

## 抗癌作用
灵菌红素对比起另外一些化学疗法药剂，如环磷琉胺（cyclophosphamide）具有低细胞毒作用，只有当浓度大于300nM时才具有明显的淋巴细胞抑制作用。而后者在其有效浓度时毒性已非常高。灵菌红素能对抗一系列的癌细胞，如肺，结肠，肾和乳房的癌细胞系。
灵菌红素对癌细胞作出多方面的攻击。首先，它能在铜离子配合下破坏癌细胞的双链DNA。而癌细胞相比起非癌组织具有较高的铜离子浓度（3.5倍），这也成为灵菌红素对癌组织具有高针对性的一个基础。灵菌红素在pH6.8（如乳癌细胞）下表现出最有效的DNA破坏作用，而普通细胞的pH则为7.4左右，这种性质更助长了其抗癌针对性。另外灵菌红素可能可以通过抑制细胞中型拓扑异构酶I和Ⅱ的活性而进一步达到破化DNA复制的目的。
另外，灵菌红素可以破化细胞内的线粒体，高尔基体和溶酶体对细胞质的pH梯度，降低细胞内ATP水平。这是由于灵菌红素可以在这些细胞器的膜上起到离子孔（Ionophore）的作用，而抵消氢氯离子的同向转运。
第三，灵菌红素可以激活细胞内细胞凋亡途径。一方面，灵菌红素激活前半胱天冬酶8（Pro-Caspase 8），继而启动了细胞内半胱天冬酶依赖的细胞凋亡。另一方面，它也可以使线粒体释放其细胞凋亡诱导因子（Apoptosis inducing factor，简称AIF）而触发非半胱天冬酶依赖的细胞凋亡。
除此之外，灵菌红素还会通过一系列诱导或抑制的作用达到抑制细胞周期的目的。
另外，根据Zhang, et al.的研究，灵菌红素还可以促进细胞集结，阻止癌细胞对周遭组织的入侵或是远端转移。